# Saison 1 de Portlandia
Chronologie
Saison 2
La première saison de Portlandia a été diffusée pour la première fois aux États-Unis sur IFC entre le 21 janvier et le 25 février 2011.

## Épisodes
| No. | # | Titre                                      | Réalisation     | Scénario                                                              | Date de diffusion | Audience |
| --- | - | ------------------------------------------ | --------------- | --------------------------------------------------------------------- | ----------------- | -------- |
| 1   | 1 | titre français inconnu Farm                | Jonathan Krisel | Fred Armisen, Carrie Brownstein, Jonathan Krisel et Allison Silverman | 21 janvier 2011   | 0,263    |
|     |   |                                            |                 |                                                                       |                   |          |
| 2   | 2 | titre français inconnu A Song for Portland | Jonathan Krisel | Fred Armisen, Carrie Brownstein, Jonathan Krisel et Allison Silverman | 28 janvier 2011   | 0,186    |
|     |   |                                            |                 |                                                                       |                   |          |
| 3   | 3 | titre français inconnu Aimee               | Jonathan Krisel | Fred Armisen, Carrie Brownstein, Jonathan Krisel et Allison Silverman | 4 février 2011    | 0,178    |
|     |   |                                            |                 |                                                                       |                   |          |
| 4   | 4 | titre français inconnu Mayor Is Missing    | Jonathan Krisel | Fred Armisen, Carrie Brownstein, Jonathan Krisel et Allison Silverman | 11 février 2011   |          |
|     |   |                                            |                 |                                                                       |                   |          |
| 5   | 5 | titre français inconnu Blunderbuss         | Jonathan Krisel | Fred Armisen, Carrie Brownstein, Jonathan Krisel et Allison Silverman | 18 février 2011   |          |
|     |   |                                            |                 |                                                                       |                   |          |
| 6   | 6 | titre français inconnu Baseball            | Jonathan Krisel | Fred Armisen, Carrie Brownstein, Jonathan Krisel et Allison Silverman | 25 février 2011   |          |
|     |   |                                            |                 |                                                                       |                   |          |